# Korovikha
Korovikha (en rus: Коровиха) és un poble de l'óblast d'Ivànovo, a Rússia, que en el cens del 2010 tenia 340 habitants.